# Argentino Santa Fe
Club Atlético Argentino de Santa Fe – argentyński klub piłkarski z siedzibą w mieście Santa Fe.

## Osiągnięcia
- Udział w mistrzostwach Argentyny Nacional: 1985

## Historia
Klub założony został 12 stycznia 1917 roku i gra obecnie w piątej lidze argentyńskiej Torneo Argentino C. Barwy klubu - błękitno-białe.